# Lanza-Familie
Die Lanza-Familie (San Francisco Crime Family) war eine italo-amerikanische Mafiafamilie der amerikanischen Cosa Nostra mit Hauptsitz in San Francisco (Kalifornien).

## Geschichte

### Entstanden im Krieg
Die San Francisco-Familie entstand aus der Asche eines blutigen Bandenkrieges, der von 1928 bis 1932 stattfand. Am 28. April 1928 wurde der berüchtigtste Schwarzhändler San Franciscos namens Jerry Feri ermordet. Sein mutmaßlicher Mörder, Alfredo Scariso, war ebenso ein bekannter Schmuggler und auch er wurde am 19. Dezember des gleichen Jahres ermordet. Bereits am 23. Dezember wurde Mario Filippi, ein Verdächtiger hinter dem Scariso-Mord, erschossen und Frank Boca, ein weiterer Verdächtiger im Scariso-Mord, wurde am 30. Juli 1929 ermordet. Am 30. Oktober 1932 wurde der sogenannte „Al Capone des Westens“ Genaro Broccolo tot aufgefunden und auch sein verbündeter Luigi Malvese wurde bereits am 18. Mai 1932 ermordet; Gerüchten zufolge von Francesco „Frank“ Lanza, der von nun an als offizieller Boss der italienischen Unterwelt von San Francisco galt.
Seine Familie war aktiv an Kreditwucher, Glücksspiel, Prostitution und Rauschgifthandel beteiligt und kontrollierte auch das gesamte Hafenviertel Fisherman’s Wharf, sowie verschiedene Gewerkschaften.

### Neuer Chef von San Francisco
Lanza starb im Jahr 1937 eines natürlichen Todes und Anthony J. Lima wurde mit der Zustimmung von der sogenannten Mafia-Kommission, der neue Kopf der Familie. Er besaß ein eigenes Autohaus und spezialisierte sich laut Behörden auf Erpressung und Betrug. Als weitere legitime Fassade war er im Olivenöl- und Käse-Handel tätig.
Lima und sein Underboss Michael Abati wurden im Jahr 1947 verdächtigt, für die Ermordung des aus Chicago geflüchteten Gangsters Nicholas „Nick“ DeJohn alias Nick Rossi verantwortlich gewesen zu sein. Wegen Mangels an Beweisen wurde die Anklage jedoch fallen gelassen.
Im April des Jahres 1953 wurde Lima wegen Verschwörung und schweren Diebstahls zu 20 Jahren Haft verurteilt und inhaftiert.

### Abati-Regime
Michael Abati übernahm fortan die Führung der Familie und ernannte James „Jimmy the Hat“ Lanza, den Sohn von Frank Lanza, zu seinem Underboss.
Es wird angenommen, dass James Lanza in Vertretung für Abati zu den rund 100 Mafia-Mitgliedern gehörte, die 1957 an dem legendären Apalachin-Meeting teilnahmen; eine Zusammenkunft von fast allen Bossen der amerikanischen Cosa Nostra im November 1957, welche in der Gemeinde Apalachin im Bundesstaat New York stattfand und von der örtlichen Polizei gestürmt wurde. Lanza selbst gehörte zwar nicht zu den 62 Mafiosi, die kurzzeitig verhaftet wurden, jedoch wurde er in einem Motel in der Gegend registriert.
1961 wurde Abati nach einem langen Rechtsstreit nach Italien ausgewiesen, da er nie offiziell eingebürgert wurde und somit illegal im Land war und Lanza übernahm die Führung.

### Lanza-Ära
Lanza pflegte eine gute Freundschaft zu San Franciscos Bürgermeister Joseph Alioto, was dieser jedoch stets dementierte. Ebenso hatte er gute Verbindungen zu den Bossen Joseph Civello von der Dallas-Familie und Joseph Cerrito von der San Jose-Familie. Sein Underboss Gaspare „Bill“ Sciortino war der Cousin des späteren Los Angeles-Underbosses Samuel Orlando Sciortino. Im Jahr 1968 veröffentlichte das LIFE Magazine Lanzas Bild in einem Artikel über Cerrito und betitelte Lanza als Verbrecherchef von San Francisco.
Für eine legale Fassade verkaufte Lanza Versicherungen und investierte in Mietobjekte. Wie auch andere Mafiosi war Lanza an der finanziellen Abschöpfung von Casinos in Las Vegas beteiligt und seine Kontaktperson vor Ort war William „Bones“ Remmer. Das FBI nahm an, dass seine Organisation Heroin und Morphium in Glasröhrchen in Olivenölfässern schmuggelte, konnte dies aber nie beweisen.
Einige Quellen besagen, dass Lanza sich entweder im Jahr 1989, oder auch erst im Jahr 1996 zur Ruhe setzte und dass Frank John „Skinny“ Velotta laut Strafverfolgungsbehörden ab 1996 der Chef der Lanza-Familie war. Allerdings soll er nur ein Mafia-Assoziierter und nie ein Cosa Nostra-Mitglied gewesen sein, wodurch diese Annahme ein Irrtum ist, insofern es sich noch um eine typische Mafia-Familie handelte. Velotta verstarb im Jahr 2005 und ein Jahr später starb auch Lanza eines natürlichen Todes im Alter von 103. Spätestens seit diesem Zeitpunkt soll die Organisation nicht mehr aktiv sein.

## Historische Führung

### Oberhaupt der Familie
Nicht immer ist das Oberhaupt einer Familie so eindeutig zu identifizieren; insbesondere, wenn durch eine Haftstrafe ein anderes Familienmitglied in den Vordergrund rückt. Die Betrachtung von außen macht es nicht immer einfach, ein neues Oberhaupt als solches zu erkennen bzw. dessen genaue Amtszeit festzustellen. Außerdem scheint sich gewissermaßen ein Präsidialsystem durchzusetzen; d. h. das Oberhaupt verlagert seine Macht mehr auf einen sogenannten „acting boss“ und/oder „street boss“, die ihrerseits wiederum das Oberhaupt als solches weiter anerkennen, auch wenn es zum Beispiel in Haft sitzen sollte.
| Zeitraum  | Name                    | Spitzname     | Lebenszeit | Todesursache    | Anmerkung             |
| --------- | ----------------------- | ------------- | ---------- | --------------- | --------------------- |
| 1932–1937 | Francesco „Frank“ Lanza | Don Ciccio    | 1883–1937  | natürlicher Tod | Vater von James Lanza |
| 1937–1953 | Anthony J. Lima         |               | 1905–1973  | natürlicher Tod | 1952–1956 inhaftiert  |
| 1953–1961 | Michael Abati           | Mr. Mike      | 1900–1962  | natürlicher Tod | 1961 ausgewiesen      |
| 1961–???? | James J. Lanza          | Jimmy the Hat | 1902–2006  | natürlicher Tod | zurückgetreten        |

### Underboss der Familie
Der Underboss ist die Nummer zwei in der Verbrecher-Familie, er ist der stellvertretende Direktor des Syndikats. Er sammelt Informationen für den Boss, gibt Befehle und Instruktionen an die Untergebenen weiter. In Abwesenheit des Bosses führt er die Organisation an. 
| Zeitraum  | Name              | Spitzname     | Lebenszeit | Todesursache    | Anmerkung       |
| --------- | ----------------- | ------------- | ---------- | --------------- | --------------- |
| 1937–1953 | Michael Abati     | Mr. Mike      | 1900–1962  | natürlicher Tod | wurde 1953 Boss |
| 1953–1961 | James J. Lanza    | Jimmy the Hat | 1902–2006  | natürlicher Tod | wurde 1961 Boss |
| 1961–1989 | Gaspare Sciortino | Bill          | ????–1990  |                 | zurückgetreten  |